# Hrabušice
Hrabušice é um município da Eslováquia, situado no distrito de Spišská Nová Ves, na região de Košice. Tem 40,89 km² de área e sua população em 2018 foi estimada em 2.536 habitantes.

## Demografia
| Ano:        | 1994 | 2004    | 2014   | 2024   |
| ----------- | ---- | ------- | ------ | ------ |
| Broj ljudi: | 2018 | 2249    | 2436   | 2602   |
| Razlika:    |      | +11,44% | +8,31% | +6,81% |

| Ano:               | 2023 | 2024   |
| ------------------ | ---- | ------ |
| Número de pessoas: | 2585 | 2602   |
| Diferença:         |      | +0,65% |